# Lista świątyń hinduistycznych w Andhra Pradeś
Lista świątyń hinduistycznych w Andhra Pradeś – wykaz najbardziej znanych współczesnych hinduistycznych mandirów w stanie Andhra Pradeś w południowo-wschodnich Indiach.
- Świątynia Nawanarsinhy w Ahobilam (Singavl Kunram) – Ahobilam, kult dziewięciu form Narasinhy (Nava Narasimha)
- Świątynia Brahmeśwary w Alampur – Alampur
- Świątynia Papanatham w Alampur
- Świątynia Amareśwary w Amarawati – Amarawati, śiwaicka
- Świątynia Satjanarajana w Annawaram – Annawaram
- Świątynia Saraswati w Basarze – Basar, nad brzegiem Godavari
- Świątynia Śritaramćandry w Bhadachalam – Bhadachalam, nad brzegiem Godawari, dystrykt Khamam
- Świątynia Bhimeśwary w Draksharamie – Draksharama, śiwaicka
- Świątynia Wenkateśwary w Hajderabadzie – Hajdarabad, Birla Mandir Temple
- Świątynia Mukteśwary w Kaleswaram – Kaleswaram, nad brzegiem Godawari
- Świątynia Wirupakszy w Kondapalle – Kondapalle, dystrykt Krishna
- Świątynia Śiwy i Wisznu w Lipakszi – Lipakszi
- Świątynia Mahanandiśwary w Mahanandi – Mahanandi
- Świątynia Swamiego Ragawendry w Mantralajam – Mantralajam
- Świątynia Ramappa w Palampet – Palampet
- Świątynia Kaśi Wiśwanatha w Pushpagiri – Pushpagiri
- Świątynia Dźaganmohini i Ćennakeśawy w Ryali – Ryali, idol o dwóch obliczach
- Świątynia Śiwy w Sri Kalahasti – Sri Kalahasti, Wajulingam
- Świątynia Mallikardźuny w Srisailam – Srisailam, Dźjotirlingam
- Świątynia Wenkateśwary w Tirupati – Tirupati
- Świątynia Kanak durgi w Wijajawadzie – Widźajawada, wzgórze Indra Killa
- Świątynia Malleśwary w Wijajawadzie – wzgórze Indra Killa
- Świątynia Wenkateśwary w Vishakapatnam – Vishakapatnam
- Świątynia Warahy Narasimhy w Simhachalam – Simhachalam
- Świątynia Lakszmi Narasimhy w Yadagiri Gutta – Yadagiri Gutta